# Entoog

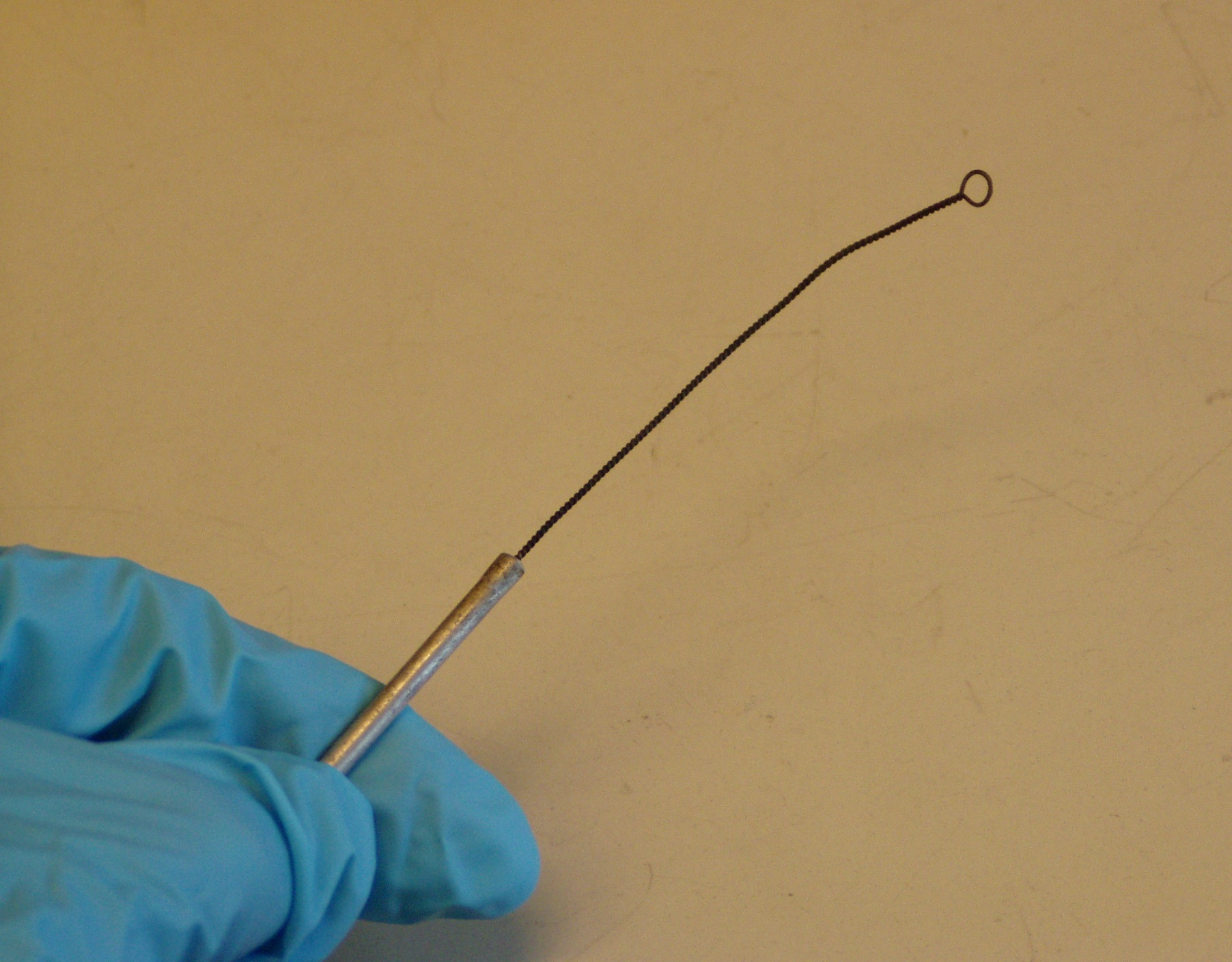
Een entoog

Een entoog is een oogje dat wordt gebruikt in de microbiologie om bacterieculturen te bemonsteren en op voedingsbodems te enten.
Het wordt bijvoorbeeld gevormd door een stukje draad om een dun staafje te buigen en in zichzelf te draaien waarna het staafje wordt verwijderd; in de resterende opening van 1 tot 2 mm aan het eind van een stukje draad kan een miniem druppeltje vloeistof worden genomen door het oog even in vloeistof te dompelen. Om het entoog makkelijk door verhitting in een bunsenbrander te kunnen steriliseren zonder dat het metaal gaat oxideren, wordt het vaak van een edel metaal gemaakt dat zonder aantasting bestand is tegen hoge temperaturen, zoals platina of wolfraam. Deze draad wordt in een handvat geplaatst.
In sommige labo's worden voor iedere enting vooraf gesteriliseerde plastic entogen gebruikt. Deze zijn niet herbruikbaar; voor elke nieuwe enting moet dus een nieuw entoog gebruikt worden. Gebruikte entogen moeten behandeld worden als biologisch gevaarlijk afval.